# Izithunzi capense
Izithunzi capense és una espècie d'aranya araneomorfa de la família dels drimúsids (Drymusidae).

## Distribució
Aquesta espècie és endèmica del Cap Occidental a Sud-àfrica. Es troba a la península del Cap del Parc Nacional de Table Mountain a Kalk Bay.
El mascle descrit per Labarque, Pérez-González i Griswold l'any 2018 mesura 12,27 mm i la femella 15,03 mm.
El seu nom d'espècie, compost de cap i del sufix llatí  -ense, « que viu a, que viu », li ha estat donat en referència en comptes del seu descobriment, El Cap.